# ابن فلوس
إسماعيل بن فلُّوس المارديني وشهرته ابن فَلُّوس (591 - 650 هـ / 1194 - 1252 م) هو رياضي ومهندس من عهد الدولة العباسية. من أهم مؤلفاته: «التفاحة في أعمال المساحة»، و«نصاب الجبر في الجبر».